# Mercedes-Benz GLA-Клас
Mercedes-Benz GLA-Клас — компактний кросовер німецької компанії Mercedes-Benz.

## Перше покоління (X156; 2014–2019)

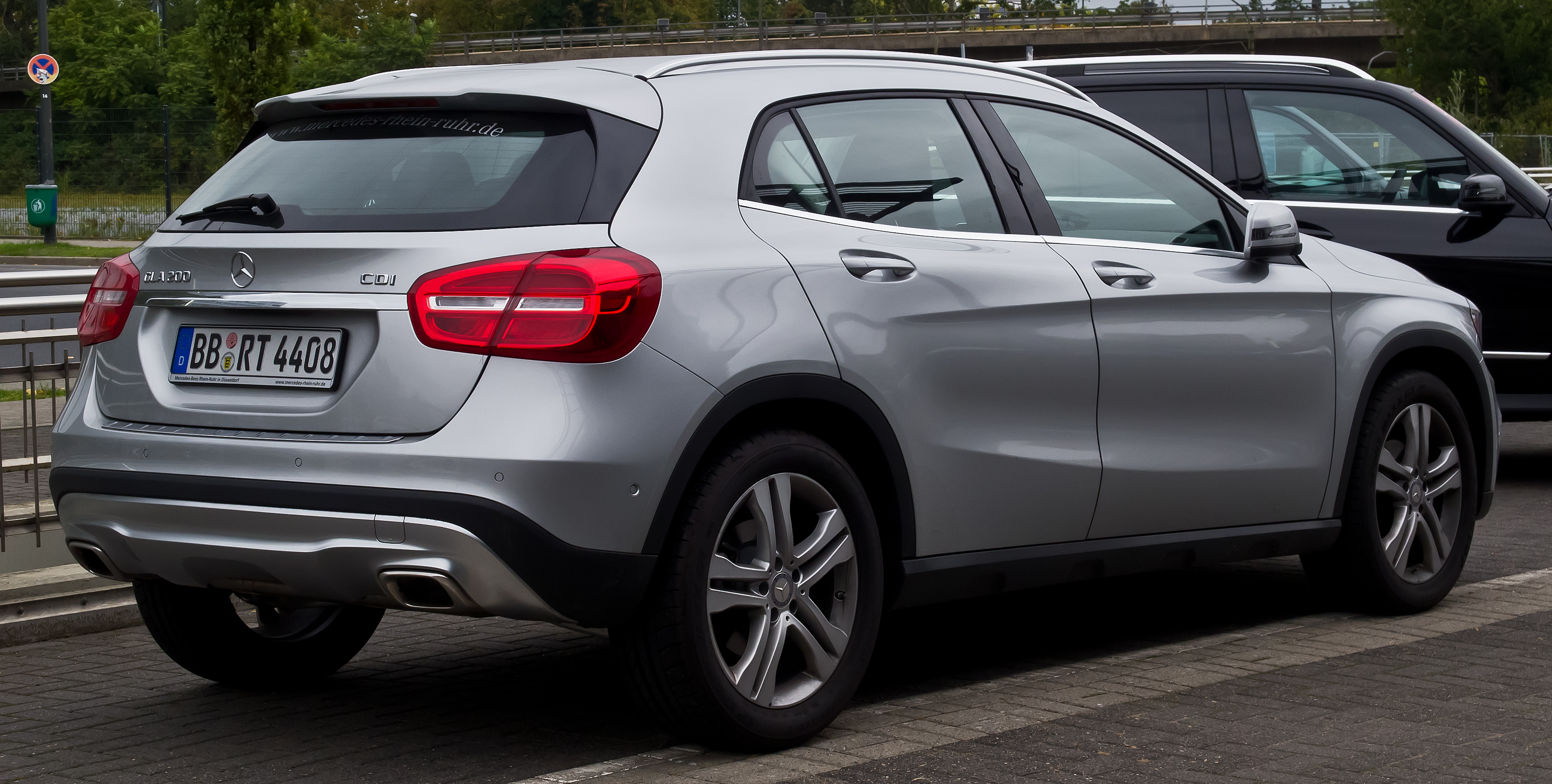
Mercedes-Benz GLA 220 CDI 4MATIC Urban (2013-2017)

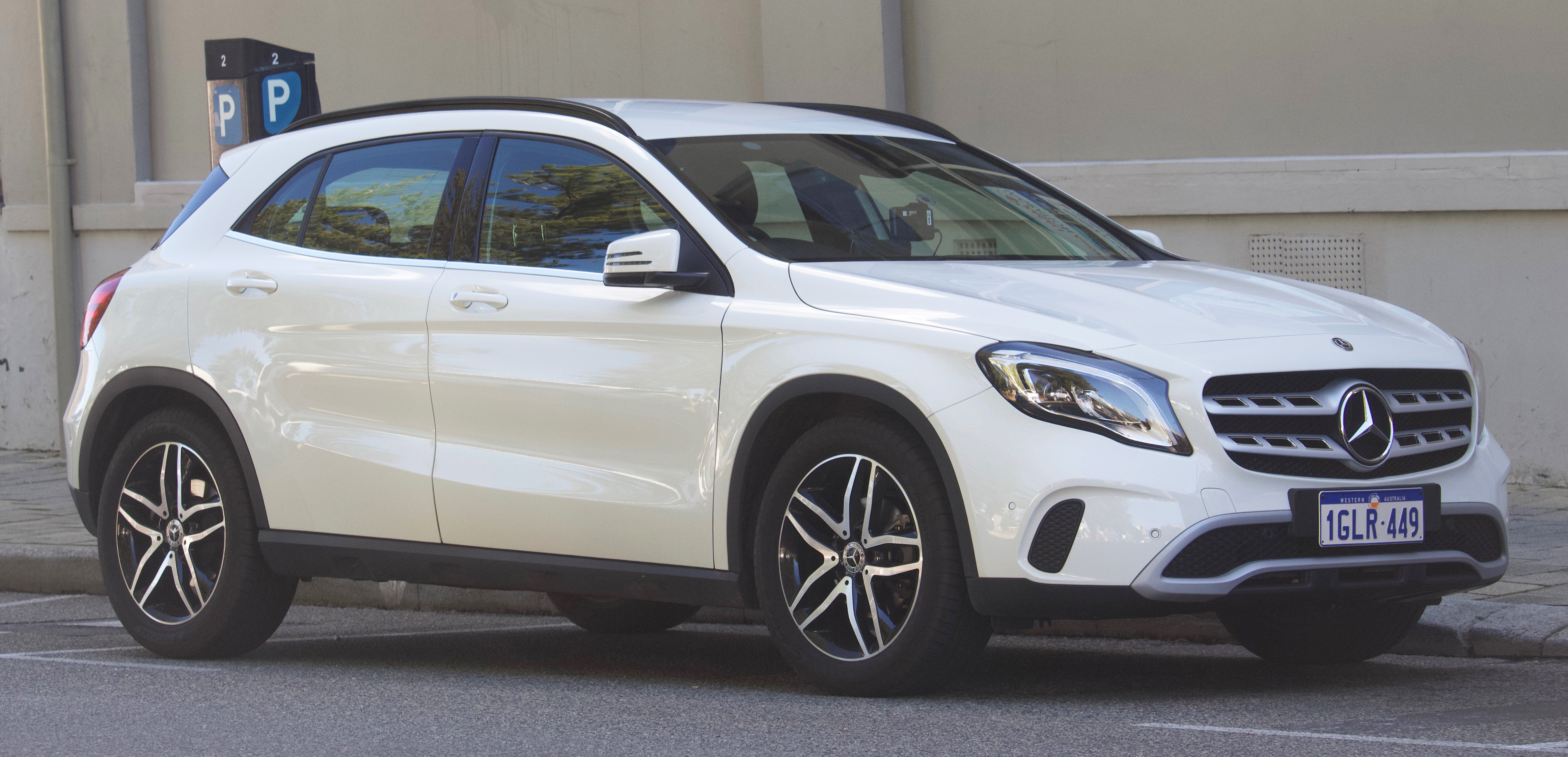
Mercedes-Benz GLA 180 (з 2017)

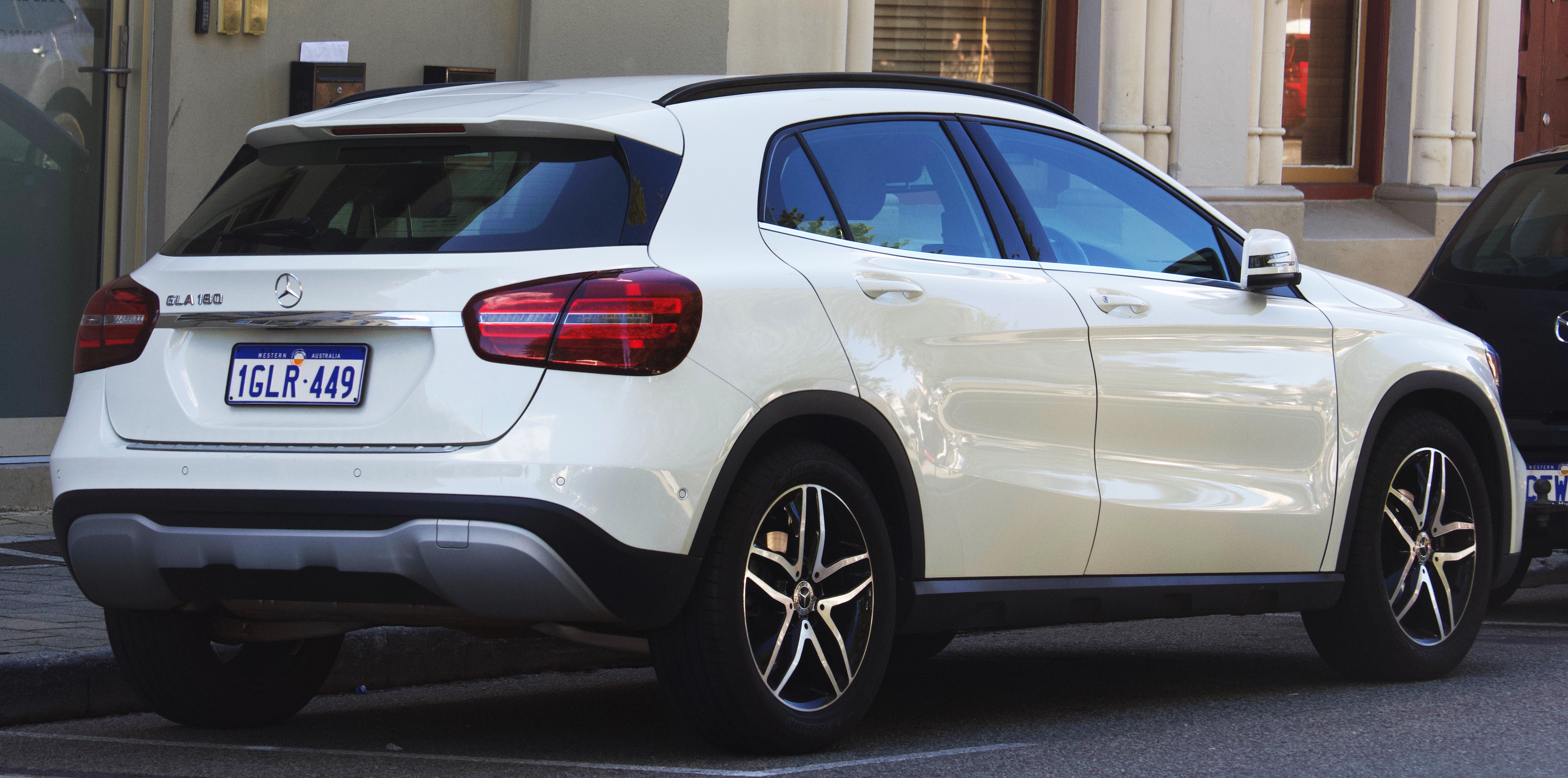
Mercedes-Benz GLA 180 (з 2017)

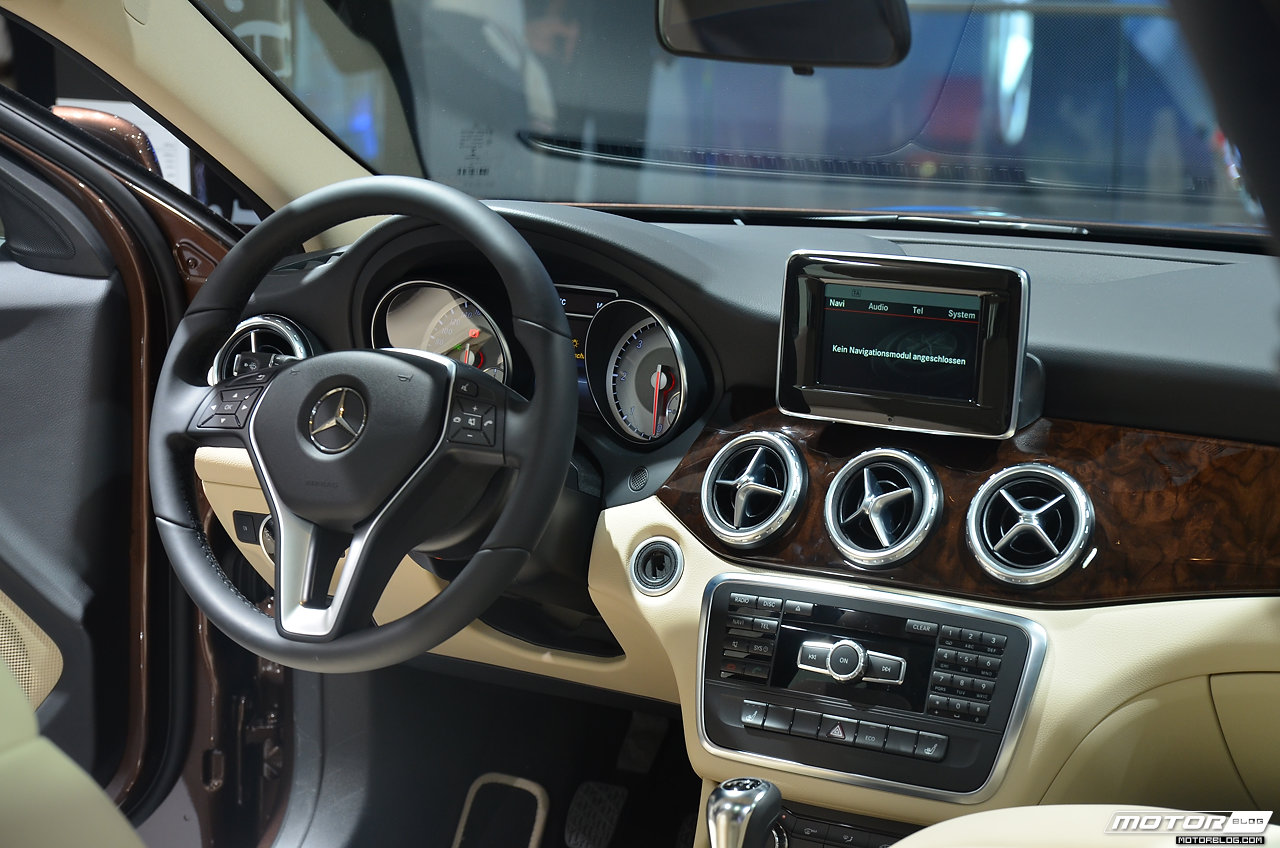
Салон Mercedes-Benz GLA

17 квітня 2013 року в інтернеті вперше показано офіційне фото концепт-кара Mercedes-Benz GLA, сам концепт-кар представлено в рамках Шанхайського автосалону 2013 року, серійний варіант представили на Франкфуртському автосалоні восени того ж року. GLA збудовано на модульній платформі MFA і пропонується як з переднім, так і з повним приводом.
- Передня підвіска - незалежна, типу Макферсон, пружинна
- Задня підвіска - незалежна, багатоважільна, пружинна
- Кермове управління - електропідсилювач керма
- Передні гальма - дискові, вентильовані
- Задні гальма - дискові

Коефіцієнт аеродинамічного опору GLA становить 0,29, що є найкращим показником серед всіх компактних кросоверів.
Автомобіль комплектується бензиновими двигунами об'ємом 1,6 л (потужністю 156 к.с.) і 2,0 л (потужністю 211 к.с.), а також дизельними двигунами CDI об'ємом 2,1 л (потужністю 136 або 170 к.с.). Пізніше з'явилася модифікація з двигуном 1,6 л потужністю 122 к.с. Двигуни можуть комплектуватися 6-ступінчастою механічною або 7-діапазонним преселективним «роботом» 7G-DCT.
У базовій комплектації автомобіль має системи безпеки: антиблокувальна, антипробуксовочна, екстреного гальмування, попередження зіткнень, контролю ступеня втоми водія, електронну систему стабілізації, а також передні, бічні, колінна і віконні подушки безпеки і активний капот. Опційно доступні система полегшення паркування, адаптивний круїз-контроль, камера заднього виду, система попередження водія про з'їзд з смуги, контроль сліпих зон і системи розпізнавання дорожніх знаків і превентивної безпеки. Повнопривідні версії мають систему допомоги при спуску і програму руху по бездоріжжю, яка притупляє педаль газу і тримає у трансмісії нижчі передачі.
З систем комфортабельності в базовій комплектації автомобіль має дисплей CENTRAL MEDIA, аудіосистему з CD, що складаються задні сидіння (40:60) і багатофункціональний кермо, з опцій присутні поперекова підтримка, електропривод сидінь і задніх дверей, панорамний дах, біксенонові фари, обігрів передніх сидінь і автономна система вентиляції, а також навігаційна система і Bluetooth. Ліній виконання 3: Style, Urban і AMG.
Автомобіль складає конкуренцію моделям BMW X1 і Audi Q3, і зайняв нішу на сходинку нижче від Mercedes-Benz GLK-Клас.
В 2017 році автомобіль модернізували, змінивши зовнішній вигляд і оснащення.

### Двигуни
| Паливо     | Модель          | Роки виробництва    | Код двигуна     | Об'єм                             | Потужність                             | Крутний момент             |
| ---------- | --------------- | ------------------- | --------------- | --------------------------------- | -------------------------------------- | -------------------------- |
| Бензин     |                 |                     |                 |                                   |                                        |                            |
| GLA 180    | з 02/2015       | M 270 DE 16 AL red. | 1595 см³        | 122 к.с. (90 кВт) при 5000 об/хв  | 200 Нм при 1250–4000 об/хв             |                            |
| GLA 200    | з 12/2013       | M 270 DE 16 AL      | 1595 см³        | 156 к.с. (115 кВт) при 5300 об/хв | 250 Нм при 1250–4000 об/хв             |                            |
| GLA 220    | з 01/2017       | M 270 DE 20 AL      | 1991 см³        | 184 к.с. (135 кВт) при 5500 об/хв | 300 Нм при 1200–4000 об/хв             |                            |
| GLA 250    | з 12/2013       | M 270 DE 20 AL      | 1991 см³        | 211 к.с. (155 кВт) при 5500 об/хв | 350 Нм при 1200–4000 об/хв             |                            |
| GLA 45 AMG | 07/2014-08/2015 | M 133 DE 20 AL      | 1991 см³        | 360 к.с. (265 кВт) при 6000 об/хв | 450 Нм при 2250–5000 об/хв             |                            |
| GLA 45 AMG | з 08/2015       | M 133 DE 20 AL      | 1991 см³        | 381 к.с. (280 кВт) при 6000 об/хв | 475 Нм при 2250–5000 об/хв             |                            |
| Дизель     | GLA 180 CDI     | з 09/2014           | OM 607 DE 15 LA | 1461 см³                          | 109 к.с. (80 кВт) при 4000 об/хв       | 260 Нм при 1750–2500 об/хв |
| Дизель     | GLA 200 CDI     | з 12/2013           | OM 651 DE 22 LA | 2143 см³                          | 136 к.с. (100 кВт) при 3600–4400 об/хв | 300 Нм при 1600–3000 об/хв |
| Дизель     | GLA 220 CDI     | з 12/2013           | OM 651 DE 22 LA | 2143 см³                          | 170 к.с. (125 кВт) при 3000–4200 об/хв | 350 Нм при 1600–3000 об/хв |

### GLA 45 AMG

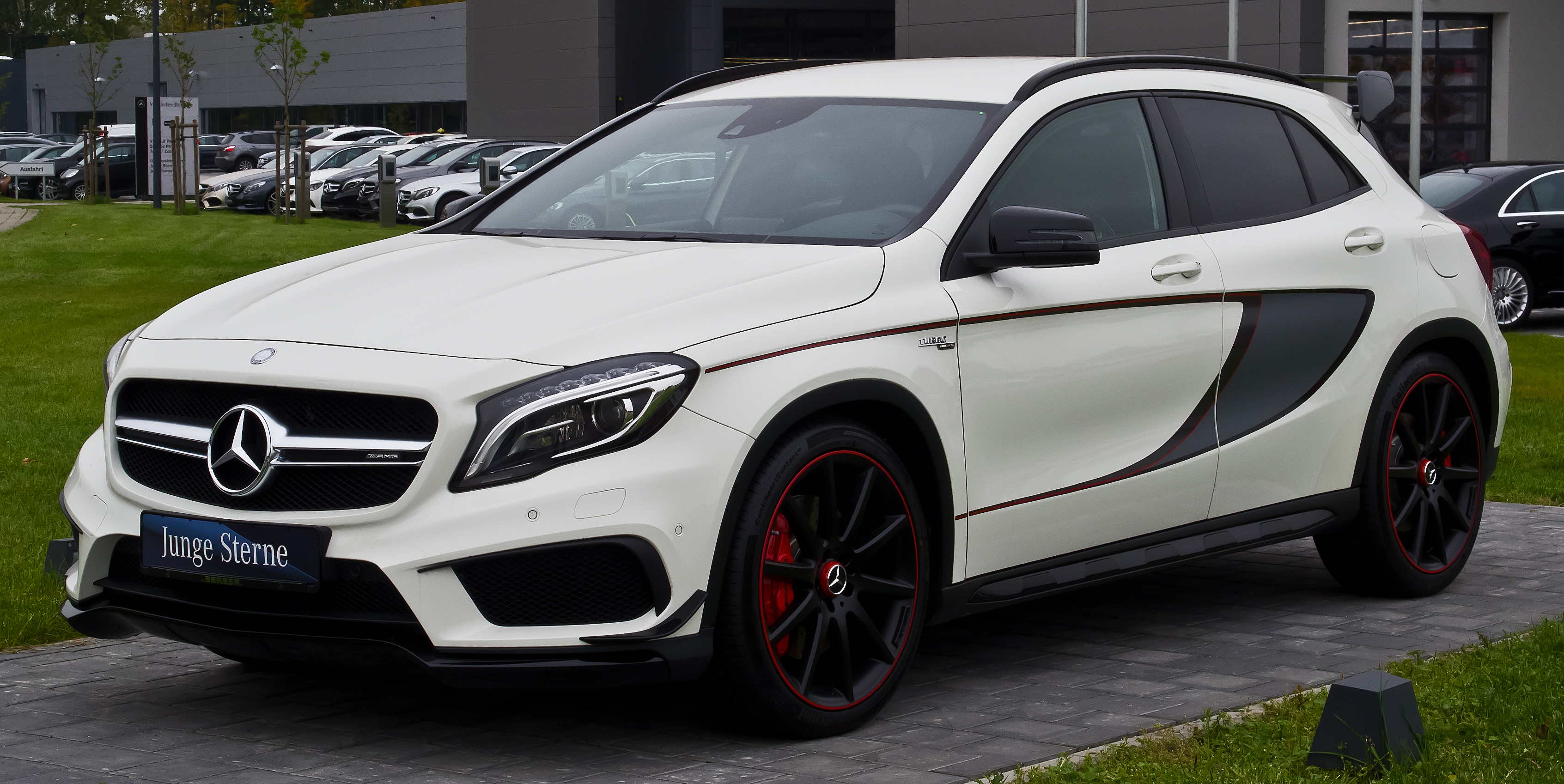
Mercedes-Benz GLA 45 AMG 4MATIC Edition 1

Спортнивний кросовер Mercedes-Benz GLA 45 AMG оснащений 2,0 літровим турбомотором з безпосереднім уприскуванням потужністю 360 к.с. і 450 Нм крутного моменту, що відповідає нормам по вихлопу Євро-6. З таким двигуном (ручної збірки), семиступінчастим «роботом» AMG Speedshift DCT з трьома програмами управління і ручним режимом, а також з новим повним приводом GLA 45 AMG з нуля до сотні розганяється менш ніж за 5,0 секунд. Максимальна швидкість GLA 45 AMG обмежена електронікою на рівні 250 км/год.
Переробки по шасі, в порівнянні зі звичайною моделлю, полягають не тільки в установці менш піддатливих амортизаторів і пружин, а й в зменшенні дорожнього просвіту приблзно на 20 мм. Кермо має стати гострішим, а повноприводна система отримає власний алгоритм роботи.

### Mercedes-Benz GLA 200
Компактний кросовер GLA 200 - це еквівалент автомобілів Mercedes-Benz A-Class. Намагаючись не відставати від конкурентів, Mercedes представила свій варіант у сегменті негабаритних кросоверів, де панували BMW X1 та Audi Q3. Презентація GLA 200 відбулась на Франкфуртському авто шоу у 2013 році. Ще до офіційного релізу, автомобіль встиг наробити багато шуму. Чимало авто шанувальників мріяли його придбати. Платформа, а заразом і виразна зовнішність, моделі 200 дісталась від A-Class. Стильний та сміливий екстер’єр припав до смаку вибагливій публіці. Під капотом автомобіля ховається бензиновий 1.6-літровий двигун. Приємно вражає невисокий рівень споживання пального.   
За потужність GLA 200 відповідає 1.6-літровий чотирициліндровий турбодвигун на 156 кінських сил. Максимальна швидкість автомобіля сягає 215 км/год. Сотні кросовер досягає за 8.8 секунд. Витрата палива перебуває на рівні 7.4 л/100км у міському циклі, 5.1 л/100км у заміському та 5.9 л/100км у змішаному. Компонується двигун роботизованою коробкою передач. Стандартно привід на передні колеса, але за додаткову плату автомобіль можна оснастити системою повного приводу 4Matic.

### Mercedes-Benz GLA 250
GLA 250 оснащений 2,0-літровим 4-циліндровим двигуном, потужністю 208 к.с., працює в парі з семиступінчастою АКПП з подвійним зчепленням. Може оснащуватись як переднім, так і повним приводом 4Matic. Базова комплектація  включає систему запобігання зіткнень з автоматичними гальмами і систему стеження за станом водія. Інші складові базової комплектації включають в себе: режим їзди по бездоріжжю, систему допомоги при спуску, систему «старт-стоп», безключовий запуск двигуна та електроприводні дверцята багажника.

## Друге покоління (H247; 2020–)

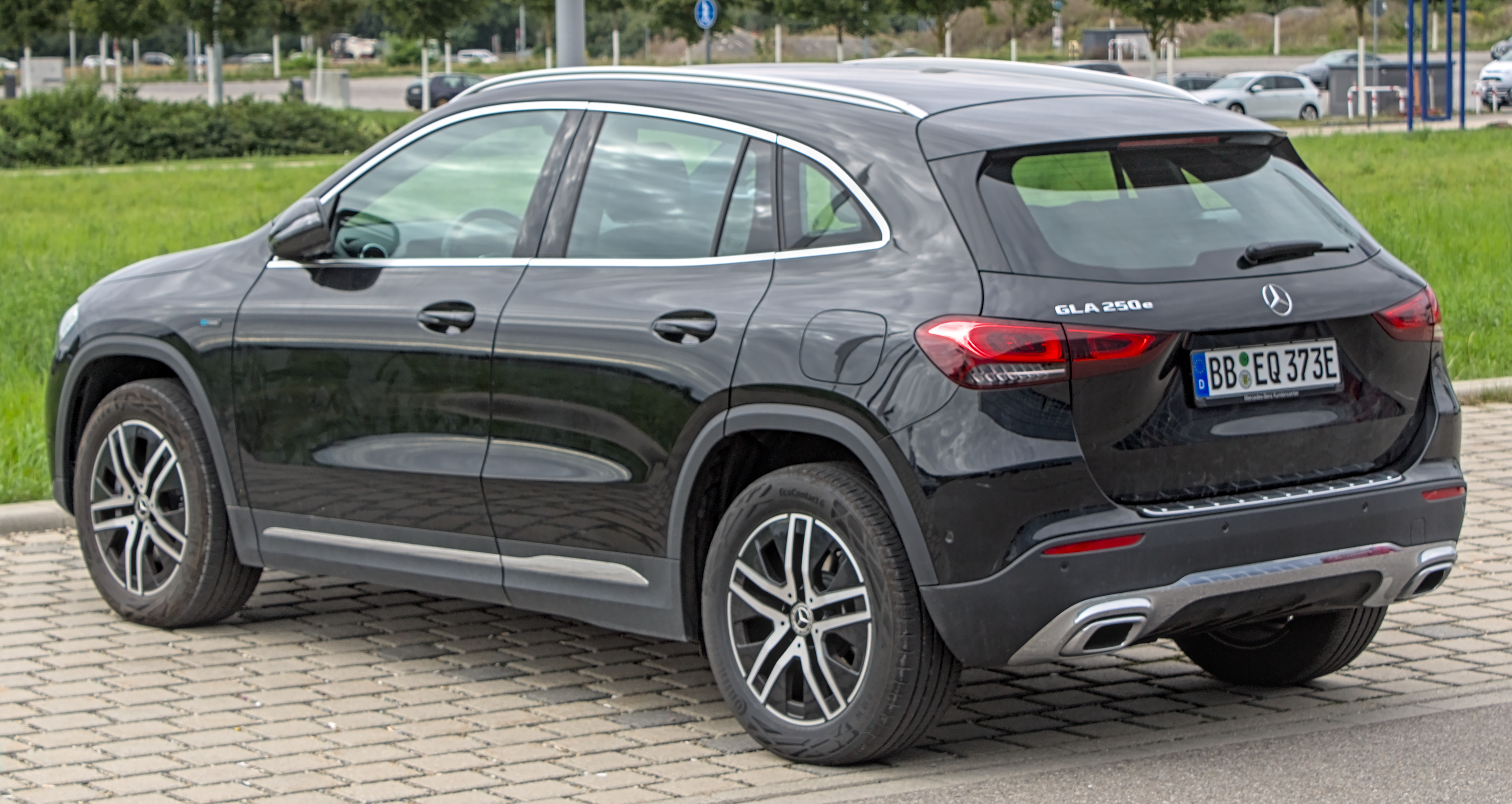
Mercedes-Benz GLA 250e

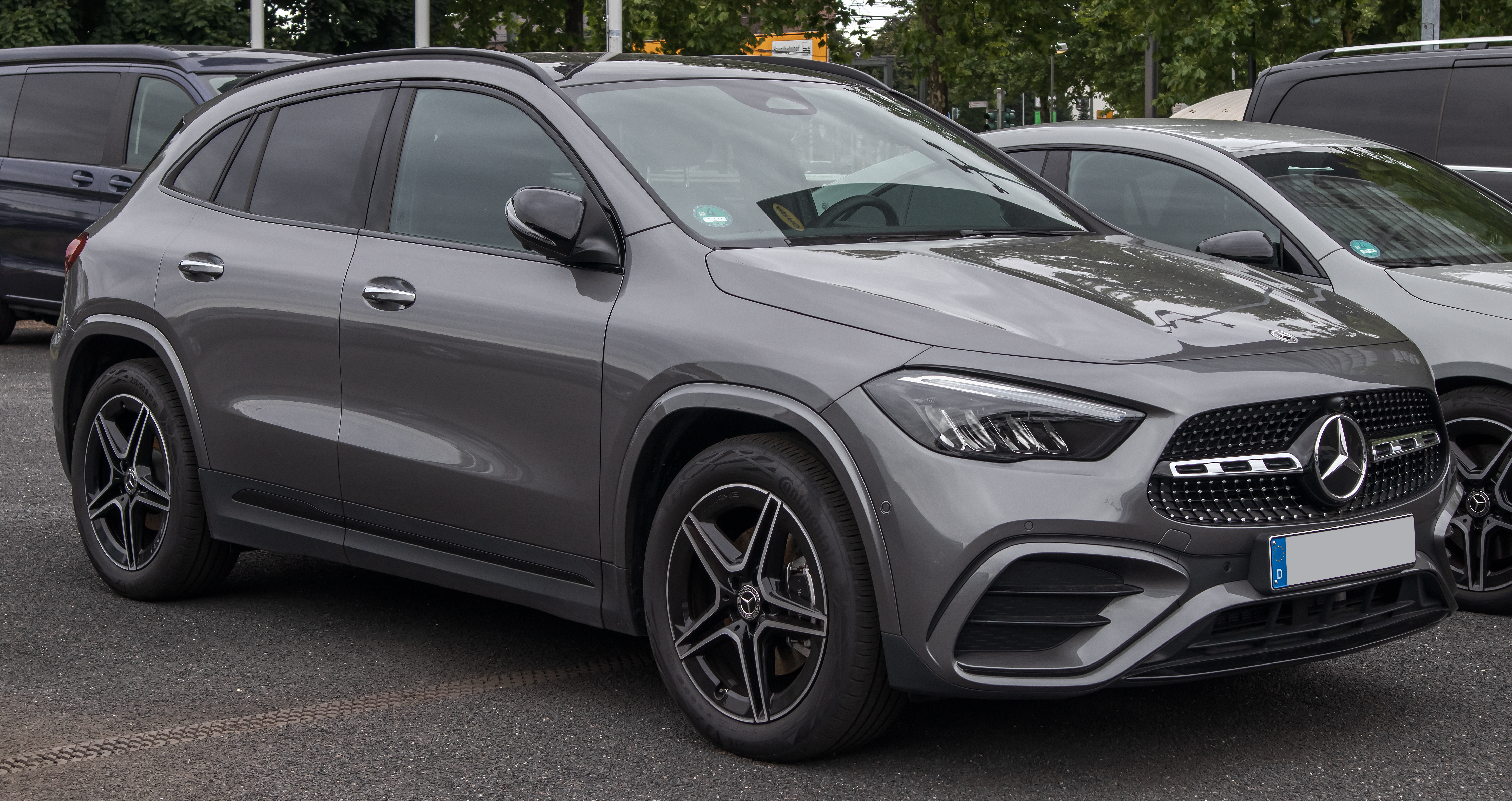
Mercedes-Benz GLA 180 AMG Line (H 247)

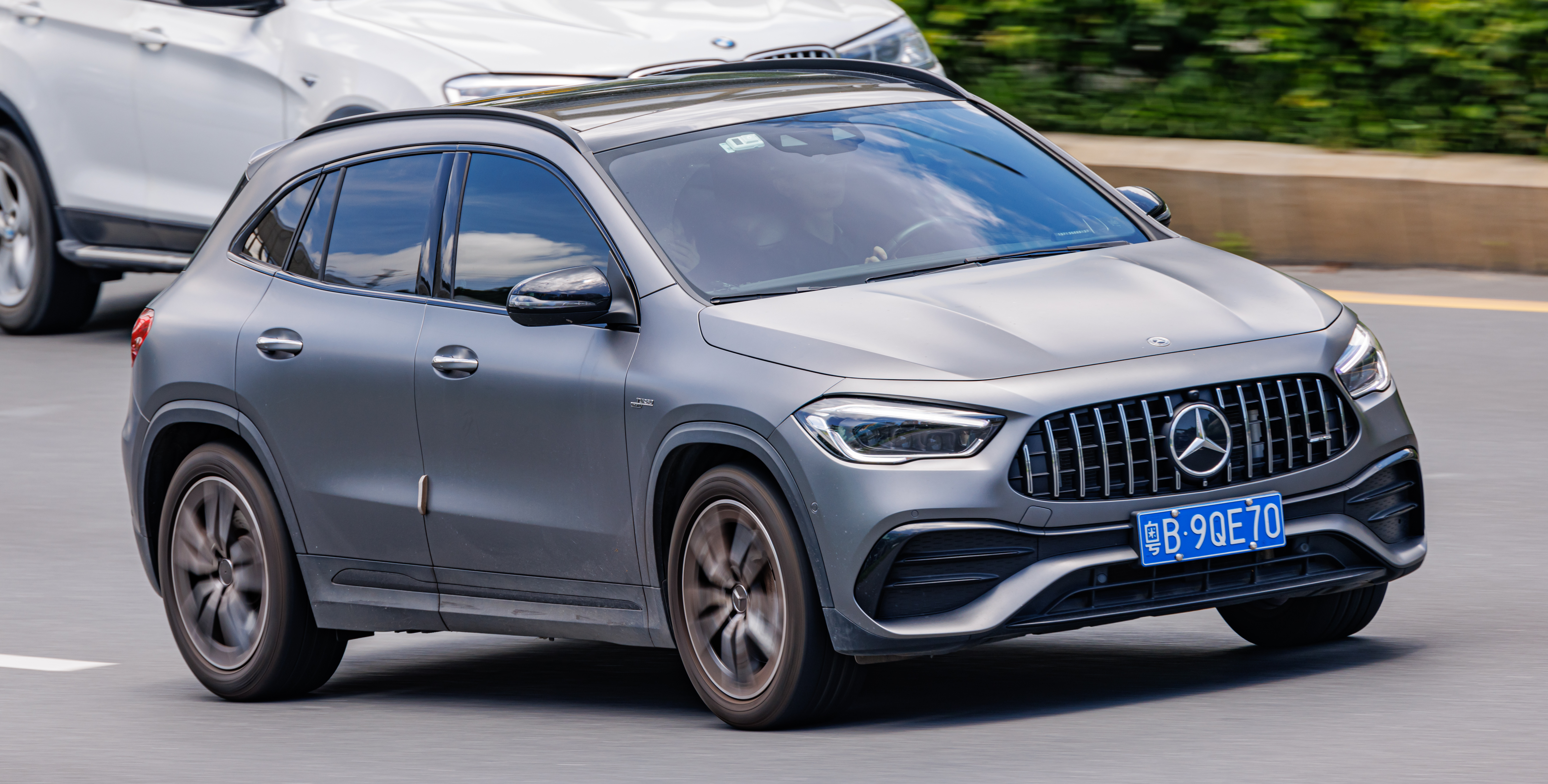
Mercedes-AMG GLA 45 S 4MATIC+ (H247)

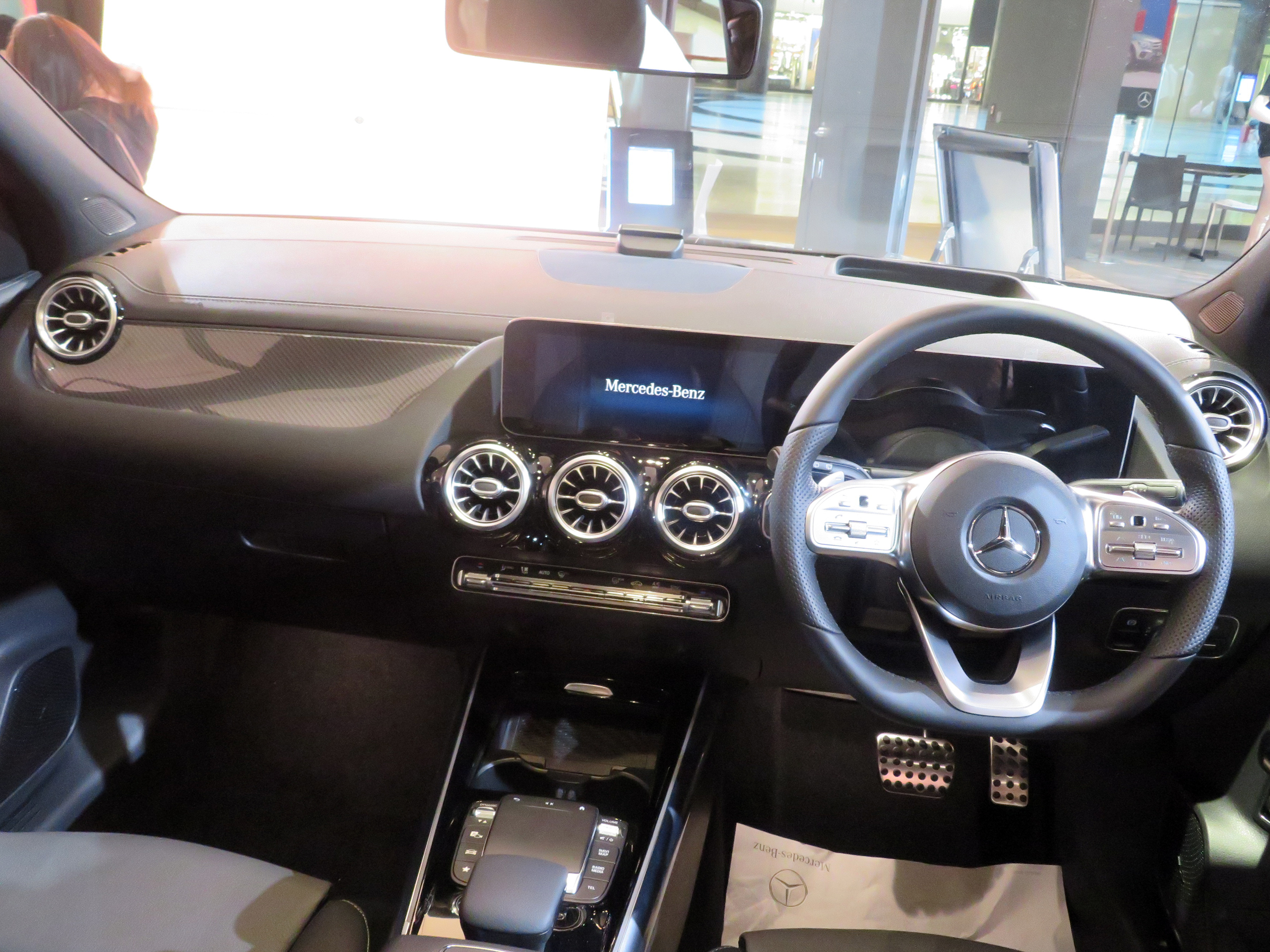

Друге покоління, представлене 11 грудня 2019 року на медіа-події Mercedes, має істотну зміну в порівнянні з попереднім поколінням: назві шасі тепер присвоєно H-префікс H247, а не префікс X, який використовується в декількох позашляховиках моделі від Mercedes-Benz. Номер шасі, 247, ділиться з W247 B-класом і X247 GLB-класом. GLA-класу використовує платформу MFA2 другого покоління та доповнює компактну модель W177 A-клас.
Серед інших оновлень компактний кросовер отримав лінійку потужних двигунів, здатних видавати 220-380 к.с. Базовим є  чотирициліндровий турбований 221-сильний мотор, який працює в парі з 8-ступеневою АКПП.
Mercedes-Benz GLA 2022 в базовій комплектації розганяється до перших 100 км/год за 5,8 секунди та витрачає в комбінованому циклі 8,1 л/100 км.
У 2024 році Mercedes-Benz GLA отримав оновлення дизайну кузова, стандартний подвійний 10,25-дюймовий сенсорний екран інформаційно-розважальної системи із бездротовими Apple CarPlay і Android Auto, а також 48-вольтову систему м’якого гібрида.

### Mercedes-Benz EQA
Навесні 2021 року дебютував електромобіль Mercedes-Benz EQA, збудований на платформі MFA2 з кузовом від GLA.

### Двигуни
- 1.3 L M282 I4
- 1.3 L M282 I4 turbo (PHEV)
- 1.6 L M270 I4 (Китай)
- 2.0 L M260 I4
- 2.0 L M270 I4 (Китай)
- 2.0 L M139 I4
- 2.0 L OM654 I4 (diesel)

## Продаж
| рік  | Європа | США    | Мексика | Китай  |
| ---- | ------ | ------ | ------- | ------ |
| 2013 | 225    |        |         |        |
| 2014 | 44,710 | 6,884  | 534     |        |
| 2015 | 63,425 | 25,593 | 1,110   | 42,662 |
| 2016 | 67,070 | 24,545 | 1,841   | 66,909 |
| 2017 | 72,869 | 24,104 | 1,940   | 70,802 |
| 2018 | 72,798 | 24,136 | 2,038   | 61,003 |
| 2019 | 70,608 | 22,136 | 1,685   | 39,273 |
| 2020 | 55,911 | 16,509 | 939     | 16,290 |
| 2021 | 75,124 | 14,322 |         | 33,135 |